# 旅立ちグラフィティ
『旅立ちグラフィティ』（たびだちグラフィティ）は、FLOWのメジャー20枚目、通算24枚目のシングル。2010年11月24日にキューンレコードから発売された。

## 概要
- 前作『CALLING』から約半年でのリリース。
- 初回生産限定盤には、PVとメイキング映像を収録したDVDが同梱されている。
- 今作にはCD購入者特典として、「あなたの“旅立ちの日に”FLOWが歌いに行きます!」という企画に応募できるハガキが封入された。当選したのは埼玉県の毛呂病院看護専門学校であり、2011年3月1日に毛呂山福祉会館にてシークレット・ライブが行われた[1]。
- PVには女優の水沢エレナが出演している。これは、日本テレビにて放送されていたドラマ『美丘』を見たKEIGOが、出てほしいとオファーしたところ快諾したという。彼女の他には、吉沢亮、松島庄汰などが出演している。ちなみに3人ともFLOWと同じアミューズ所属。
- 今作はメディアへの出演がほぼない状態でのリリースとなったが、11月17日付けの有線J-POPチャートでは5位にランクインした。
- 「旅立ちグラフィティ」はFLOW史上最長、カップリングの「ID」は最速の楽曲となっている[2]。
- キャッチコピーは、『記念すべき20枚目となるシングルは、感涙必至のミディアム曲！』

## 収録曲

### CD
1. 旅立ちグラフィティ [5:50]
作詞：Kohshi Asakawa、作曲：Takeshi Asakawa、編曲：本間昭光
2. ID [3:25]
作詞：Kohshi Asakawa、作曲：Takeshi Asakawa、編曲：FLOW
3. Answer - Tribal Party Mix - [5:19]
作詞：Kohshi Asakawa、作曲：Takeshi Asakawa、編曲：TAKE

### DVD (初回生産限定盤)
1. 「旅立ちグラフィティ」Music Video
2. 「旅立ちグラフィティ」Music VIdeo Making Movie

## タイアップ
| 曲名               | タイアップ                                             |
| ------------------ | ------------------------------------------------------ |
| 旅立ちグラフィティ | フジテレビ系『ウチくる!?12月 - 1月度オープニングテーマ |
| 旅立ちグラフィティ | テレビ愛知『A-ha-N』11月度エンディングテーマ           |